# Монітори типу «Хамбер»
Монітори типу «Хамбер» (Humber-class monitors)  - річкові монітори, побудовані для ВМС Бразилії в Британії у 1913. Призначені для служби на Амазонці, кораблі поєднували невелику осадку з потужним озброєнням. Вони були ідеально пристосовані для дій у внутрішніх водах і поблизу узбереж, але були непридатні для відкритого моря, де їх вага, поєднана малою осадкою зменшувала швидкість з проектних 12 вузлів до 4.  Цей тип складається з трьох кораблів - "Humber", "Mersey"  та "Severn". Всі три були викуплені Королівським флотом у день вступу Британії у Першу світову війну та були включені до його складу як малі монітори. Усі кораблі інтенсивно застосовувались під час війни і були продані після її завершення.

## Побудова
Три монітори типу «Хамбер» були замовлені для бразильського флоту (тип Javary), і призначалися для служби набіт на Амазонці та її притоках. Замовлені  суднобудівному заводі Vickers Limited в Барроу-ін-Фернесс, три кораблі були спущені на воду в 1913 році і навіть пройшли морські випробування, коли бразильський уряд повідомив фірму Вікерс, що не зможе оплатити ці військові кораблі. Віккерс намагався знайти іноземного покупця для кораблів. Їх врешті придбав британський уряд  4 серпня 1914 року по 155 тис. фунтів стерлінгів, щоб запобігти їх можливій  купівлі через посередника Німеччиною. 

## Військова служба
Кораблі були розміщені в Дуврі для служби Ла-Манші, та увійшли до складу Дуврської ескадри моніторів. Під час Прикордонної битви і наступних операцій в 1914 році монітори типу «Хамбер» здійснювали бомбардування німецьких батарей і позицій під командуванням контр-адмірала Гораса Худа (Horace Hood). 
Гармати «Мерсі» і «Северн» скоро зносилися через постійне застосування, і їх переозброїли, встановивши по одній 6-дюймовій (152 мм) гарматі Mk VII, знятих з броненосця "Montagu", який зазнав аварії поблизу острова Ланді у 1906. «Хамбер» зберіг свою оригінальну двогарматну башту, гармати у якій замінялися відновленими гарматами з інших двох моніторів в міру потреби.
На початку 1915 року «Мерсі» і «Северн» були відправлені до Німецької Східної Африки, де німецький крейсер «Кенігсберг» сховався у дельті Руфіджі. Тільки далекобійні гармати моніторів з низькою осадкою могли вразити прихований у глибині дельти  крейсер. Хоч переміщення кораблів на буксирі від Мальти до Східної Африки тривала майже півроку, монітори у кінцевому підсумку успішно знищили німецький корабель. Їх вогонь корегували два спостерігачі на гідролітаках. 
До кінця війни всі три кораблі брали участь у подальших атаках на територію, що перебувала під німецьким контролем, «Хамбер» (який був відправлений в Дарданелли в 1915 році) в Середземномор'ї, «Мерсі» і «Северн» у німецькій Східній Африці, де вони діяли проти німецьких позицій на території колонії. У 1918 році «Мерсі» і «Северн» також були переведені на Середземне море. 

## Монітори типу «Хамбер»
- «Хамбер» (екс- Javary ): включено до складу флоту 1914 р., служив у Дуврській ескадрі моніторів, потім в Середземномор'ї. Бойові відзнаки: Бельгійське узбережжя 1914, Дарданелли 1915. Проданий 17 вересня 1921 р. Ф. Рейсдейку (F. Rijsdijk) для використання в якості баржі. [2]

- «Мерсі» (екс- Madeira); включено до складу флоту 1914, служив у Дуврській ескадрі моніторів і у дельті Руфіджи, закінчив війну на Середземному морі. Бойові відзнаки: бельгійське узбережжя 1914 року, бій з крейсером «Кенігсберг» 11 липня 1915 року. Продано 9 травня 1921 р. фірмі Thos W Ward, розібраний 1923 р. [3]

- «Северн» (колишній Solimoes); включено до складу флоту 1914 р., служив у Дуврській ескадрі моніторів і біля дельти Rufiji, завершивши війну в Середземному морі. Бойові відзнаки: бельгійське узбережжя 1914 року, бій з SMS Königsberg 11 липня 1915 року. Проданий 9 травня 1921 р. фірмі Thos W Ward, розібраний в 1923 році. [4]